# Saints (Sena i Marne)
Saints és un municipi francès, situat al departament de Sena i Marne i a la regió de Illa de França. L'any 2007 tenia 1.277 habitants.
Forma part del cantó de Coulommiers, del districte de Meaux i de la Comunitat de comunes del Pays de Coulommiers.

## Demografia

### Població
El 2007 la població de fet de Saints era de 1.277 persones. Hi havia 472 famílies, de les quals 87 eren unipersonals (24 homes vivint sols i 63 dones vivint soles), 163 parelles sense fills, 190 parelles amb fills i 32 famílies monoparentals amb fills.
La població ha evolucionat segons el següent gràfic:
Habitants censats

### Habitatges
El 2007 hi havia 572 habitatges, 464 eren l'habitatge principal de la família, 74 eren segones residències i 34 estaven desocupats. 551 eren cases i 16 eren apartaments. Dels 464 habitatges principals, 410 estaven ocupats pels seus propietaris, 42 estaven llogats i ocupats pels llogaters i 13 estaven cedits a títol gratuït; 2 tenien una cambra, 26 en tenien dues, 52 en tenien tres, 114 en tenien quatre i 271 en tenien cinc o més. 385 habitatges disposaven pel capbaix d'una plaça de pàrquing. A 180 habitatges hi havia un automòbil i a 265 n'hi havia dos o més.

### Piràmide de població
La piràmide de població per edats i sexe el 2009 era:
| Homes | Edats   | Dones |
| ----- | ------- | ----- |
| 0     | 95 o +  | 0     |
| 0     | 90 a 94 | 12    |
| 12    | 85 a 89 | 4     |
| 4     | 80 a 84 | 4     |
| 4     | 75 a 79 | 8     |
| 4     | 70 a 74 | 12    |
| 44    | 65 a 69 | 24    |
| 16    | 60 a 64 | 28    |
| 56    | 55 a 59 | 24    |
| 48    | 50 a 54 | 60    |
| 52    | 45 a 49 | 40    |
| 64    | 40 a 44 | 64    |
| 40    | 35 a 39 | 24    |
| 32    | 30 a 34 | 48    |
| 24    | 25 a 29 | 32    |
| 24    | 20 a 24 | 40    |
| 44    | 15 a 19 | 33    |
| 40    | 10 a 14 | 52    |
| 32    | 5 a 9   | 40    |
| 40    | 0 a 4   | 24    |

## Economia
El 2007 la població en edat de treballar era de 842 persones, 623 eren actives i 219 eren inactives. De les 623 persones actives 589 estaven ocupades (309 homes i 280 dones) i 34 estaven aturades (13 homes i 21 dones). De les 219 persones inactives 82 estaven jubilades, 63 estaven estudiant i 74 estaven classificades com a «altres inactius».

### Ingressos
El 2009 a Saints hi havia 472 unitats fiscals que integraven 1.309 persones, la mediana anual d'ingressos fiscals per persona era de 22.036 €.

### Activitats econòmiques
Dels 56 establiments que hi havia el 2007, 1 era d'una empresa extractiva, 1 d'una empresa alimentària, 1 d'una empresa de fabricació de material elèctric, 4 d'empreses de fabricació d'altres productes industrials, 11 d'empreses de construcció, 8 d'empreses de comerç i reparació d'automòbils, 1 d'una empresa d'hostatgeria i restauració, 3 d'empreses d'informació i comunicació, 1 d'una empresa financera, 4 d'empreses immobiliàries, 8 d'empreses de serveis, 6 d'entitats de l'administració pública i 7 d'empreses classificades com a «altres activitats de serveis».
Dels 13 establiments de servei als particulars que hi havia el 2009, 3 eren paletes, 1 guixaire pintor, 1 fusteria, 3 lampisteries, 2 electricistes, 1 restaurant, 1 agència immobiliària i 1 saló de bellesa.
L'únic establiment comercial que hi havia el 2009 era una fleca.
L'any 2000 a Saints hi havia 12 explotacions agrícoles.

## Equipaments sanitaris i escolars
El 2009 hi havia una escola elemental integrada dins d'un grup escolar amb les comunes properes formant una escola dispersa.

## Poblacions més properes
El següent diagrama mostra les poblacions més properes.